# ヘルクレス座超銀河団
ヘルクレス座超銀河団（SCl 160）は、近くにある2つの超銀河団をまとめた呼称である。 

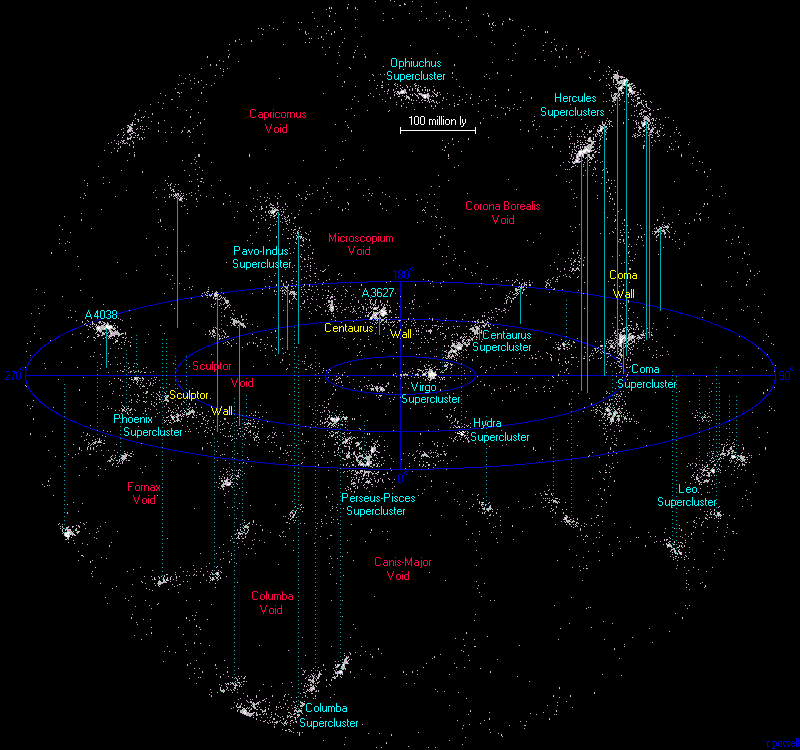
宇宙の大規模構造。ヘルクレス超銀河団は図の右上に位置する

局部超銀河団などの他の近傍の超銀河団と比較すると、ヘルクレス超銀河団は特に大きく、直径は約3億3千万光年とされる。 北ローカル・スーパーボイドが超銀河団の前にあり、超銀河団自体とほぼ同じ大きさである。所属する銀河の赤方偏移(z)の値は0.0304から0.0414である。
Abell 2147、Abell 2151（ヘルクレス座銀河団/z = ~0.0366）、Abell 2152などの銀河団を含む。